# Iza Zaliwska
Iza Zaliwska – odmiana winorośli wyselekcjonowana około 1945 roku w Puławach przez profesora Stanisława Zaliwskiego. Jest prawdopodobnie siewką odmiany seneca, do której jest podobna. Nazwa odmiany nadana została przez profesora Bolesława Sękowskiego. Według Jerzego Liska jest to odmiana o nieustalonym pochodzeniu, mieszaniec międzygatunkowy, tak też podają Sękowski i Myśliwiec, lecz nowszy wpis z VIVC podaje już winorośl lisią. Jeden z niewielu szczepów polskich w uprawie.

## Charakterystyka winorośli
Wzrost krzewu średni. Liście 5-klapowe z głębokimi zatokami bocznymi, w zarysie pięciokątnymi, i zatoką ogonkową stosunkowo otwartą. Kwiaty obupłciowe (samopylne). Wierzchołki pędów (koronki) żółtawoszare kutnerowate. Płodność dolnych trzech pąków u nasady łozy bardzo słaba. Grona średniej wielkości o masie około 180 g w kształcie stożka, średnio zagęszczone. Jagody zielonożółte, kuliste o masie około 3 g. Miąższ soczysty i słodki o lekko truskawkowym aromacie.

## Fenologia
Dojrzewa bardzo wcześnie, w drugiej lub trzeciej dekadzie sierpnia. Suma aktywnych temperatur 1950-2100 zależnie od stanowiska uprawy. W polskich warunkach klimatycznych pąki wytrzymują mrozy do -24 ºC.
Odmiana jest stosunkowo odporna na choroby z wyjątkiem mączniaka rzekomego (zagrożenie średnie do dość dużego). 

## Cięcie
Dobrze owocuje przy długim cięciu na 6-12 pąków.

## Rozpowszechnienie
Uprawiana w Polsce, Białorusi, Litwie, Estonii i Finlandii – ze względu na wczesne dojrzewanie.

## Synonimy
Iza